# Morti nel 1992/Ottobre
| Questa pagina contiene informazioni ricavate automaticamente dalle voci biografiche con l'ausilio del template Bio e di un bot. L'aggiornamento è periodico e automatico e ricostruisce completamente la pagina. Se manca una persona in questa lista, sei pregato di non aggiungerla, ma accertati piuttosto che la sua voce biografica contenga il template Bio e che i dati anagrafici siano correttamente compilati. Se il template Bio manca, inseriscilo tu stesso o, in alternativa, metti l'avviso {{tmp\|Bio}} che ne segnala la mancanza. Se i dati riportati sono sbagliati, correggi direttamente la voce biografica; le modifiche saranno visibili in questa lista entro pochi giorni. Per chiarimenti vedi il progetto biografie. La lista contiene solo le 101 persone che sono citate nell'enciclopedia e per le quali è stato implementato correttamente il template Bio. Pagina aggiornata al 3 mar 2024. |

- 1º ottobre - Massimiliano Catena, calciatore italiano (n. 1969)
- 1º ottobre - Petra Kelly, politica e attivista tedesca (n. 1947)
- 1º ottobre - Andor Pigler, storico dell'arte ungherese (n. 1899)
- 1º ottobre - Salvatore Valitutti, politologo e politico italiano (n. 1907)
- 2 ottobre - Chuck Hawley, cestista e giocatore di baseball statunitense (n. 1915)
- 2 ottobre - Bogdan Suchodolski, pedagogista e filosofo polacco (n. 1903)
- 2 ottobre - Sabiha Bengütaş, scultrice turca (n. 1904)
- 3 ottobre - Aliyar Aliyev, militare azero (n. 1957)
- 3 ottobre - Fritz Dennerlein, pallanuotista, nuotatore e allenatore di pallanuoto italiano (n. 1936)
- 3 ottobre - Vittorio Melloni, regista italiano (n. 1939)
- 3 ottobre - Pietro Antonio Zveteremich, slavista e traduttore italiano (n. 1922)
- 4 ottobre - Zoltán Bay, fisico e inventore ungherese (n. 1900)
- 4 ottobre - Denny Hulme, pilota automobilistico neozelandese (n. 1936)
- 5 ottobre - Cornelis Berkhouwer, politico olandese (n. 1919)
- 5 ottobre - Gösta Carlsson, ciclista su strada svedese (n. 1906)
- 5 ottobre - Billy Herman, giocatore di baseball e allenatore di baseball statunitense (n. 1909)
- 5 ottobre - Eddie Kendricks, cantautore statunitense (n. 1939)
- 5 ottobre - Fred Otash, investigatore privato, scrittore e attore statunitense (n. 1922)
- 6 ottobre - Denholm Elliott, attore britannico (n. 1922)
- 6 ottobre - Gino Manni, calciatore e allenatore di calcio italiano (n. 1916)
- 6 ottobre - Natalie Moorhead, attrice statunitense (n. 1901)
- 7 ottobre - Aina Berg, nuotatrice svedese (n. 1902)
- 7 ottobre - Ed Blackwell, batterista statunitense (n. 1929)
- 7 ottobre - Augusto Daolio, cantautore e disegnatore italiano (n. 1947)
- 7 ottobre - Tevfik Esenç, politico turco (n. 1904)
- 7 ottobre - Dionisio Weisz, calciatore e allenatore di calcio ungherese (n. 1904)
- 8 ottobre - Robert Berdella, serial killer statunitense (n. 1949)
- 8 ottobre - Willy Brandt, politico tedesco (n. 1913)
- 8 ottobre - Romolo Deotto, microbiologo italiano (n. 1911)
- 8 ottobre - Ettore Grande, diplomatico italiano (n. 1903)
- 8 ottobre - Graziano Mancinelli, cavaliere italiano (n. 1937)
- 9 ottobre - Ladislav Koubek, calciatore cecoslovacco (n. 1920)
- 9 ottobre - Giuliano Ravizza, stilista, imprenditore e medico italiano (n. 1926)
- 10 ottobre - Gianfranco Bartolini, politico e sindacalista italiano (n. 1927)
- 10 ottobre - Angiolo Fedi, imprenditore italiano (n. 1896)
- 10 ottobre - James Seay, attore statunitense (n. 1914)
- 12 ottobre - Alfredo Azzaroni, politico, scrittore e giornalista italiano (n. 1922)
- 13 ottobre - Tula Belle, attrice statunitense (n. 1906)
- 13 ottobre - Frederico Serrão, schermidore brasiliano (n. 1908)
- 14 ottobre - William Waddell, allenatore di calcio e calciatore britannico (n. 1921)
- 15 ottobre - Gino Cavalieri, attore italiano (n. 1895)
- 15 ottobre - Giuseppe Cimicchi, militare e aviatore italiano (n. 1913)
- 15 ottobre - Jim Homer, cestista statunitense (n. 1921)
- 15 ottobre - Richard Mathews, attore britannico (n. 1914)
- 16 ottobre - Larbi Ben Barek, calciatore e allenatore di calcio marocchino (n. 1917)
- 16 ottobre - Shirley Booth, attrice statunitense (n. 1898)
- 16 ottobre - Charley Burley, pugile statunitense (n. 1917)
- 16 ottobre - Raimondo Craveri, storico, politico e antifascista italiano (n. 1912)
- 16 ottobre - Anna Hill Johnstone, costumista statunitense (n. 1913)
- 16 ottobre - Vladek Sheybal, attore polacco (n. 1923)
- 17 ottobre - Edgar Chandler, giocatore di football americano statunitense (n. 1946)
- 17 ottobre - Remo Franceschelli, giurista e avvocato italiano (n. 1910)
- 17 ottobre - Marcel Spilliaert, pallanuotista francese (n. 1924)
- 17 ottobre - Rouben Ter-Arutunian, costumista e scenografo georgiano (n. 1920)
- 18 ottobre - Giuseppe Bonfiglioli, arcivescovo cattolico italiano (n. 1910)
- 18 ottobre - Makoto Fukui, nuotatore giapponese (n. 1940)
- 18 ottobre - Albert Schwartz, naturalista e zoologo statunitense (n. 1923)
- 18 ottobre - Emma Schwarz, attivista italiana (n. 1914)
- 19 ottobre - Arturo Farías, calciatore cileno (n. 1927)
- 19 ottobre - Aldo Giordani, cestista, allenatore di pallacanestro e giornalista italiano (n. 1924)
- 19 ottobre - Maurice Le Roux, direttore d'orchestra, compositore e musicologo francese (n. 1923)
- 19 ottobre - Arthur Wint, velocista e mezzofondista giamaicano (n. 1920)
- 20 ottobre - Mimì Aylmer, cantante e attrice italiana (n. 1896)
- 20 ottobre - Francisco Borrell, cestista spagnolo (n. 1934)
- 20 ottobre - Alexander Camaro, pittore tedesco (n. 1901)
- 20 ottobre - Koča Popović, partigiano, generale e politico jugoslavo (n. 1908)
- 20 ottobre - Shirō Yoshii, allenatore di pallacanestro giapponese (n. 1919)
- 21 ottobre - Jim Garrison, avvocato statunitense (n. 1921)
- 21 ottobre - Bob Todd, attore, comico e personaggio televisivo britannico (n. 1921)
- 22 ottobre - Carlo Bernari, scrittore, antifascista e partigiano italiano (n. 1909)
- 22 ottobre - Giorgio De Stefani, tennista e dirigente sportivo italiano (n. 1904)
- 22 ottobre - Cleavon Little, attore statunitense (n. 1939)
- 22 ottobre - André Vandeweyer, calciatore e allenatore di calcio belga (n. 1909)
- 23 ottobre - Banine, scrittrice francese (n. 1905)
- 23 ottobre - Dorothy Dunbar, attrice e socialite statunitense (n. 1902)
- 23 ottobre - Ernst Hartmann, medico e scrittore tedesco (n. 1915)
- 24 ottobre - Jimmy Orlando, hockeista su ghiaccio canadese (n. 1910)
- 24 ottobre - Luis Rosales, poeta e saggista spagnolo (n. 1910)
- 24 ottobre - Antonio Severi, calciatore italiano (n. 1908)
- 25 ottobre - Giorgio Locchi, giornalista e saggista italiano (n. 1923)
- 25 ottobre - Roger Miller, compositore, cantautore e attore statunitense (n. 1936)
- 25 ottobre - Peter Rice, ingegnere irlandese (n. 1935)
- 26 ottobre - Eugenijus Nikolskis, cestista e tennistavolista lituano (n. 1917)
- 27 ottobre - István Balogh, calciatore ungherese (n. 1912)
- 27 ottobre - Gianfranco Bianchi, giornalista, storico e partigiano italiano (n. 1915)
- 27 ottobre - Bita, calciatore brasiliano (n. 1942)
- 27 ottobre - David Bohm, fisico e filosofo statunitense (n. 1917)
- 27 ottobre - Franz Fuchsberger, calciatore austriaco (n. 1910)
- 27 ottobre - Adelino da Palma Carlos, politico portoghese (n. 1905)
- 27 ottobre - Allen Schindler, marinaio statunitense (n. 1969)
- 27 ottobre - Wilson Whitley, giocatore di football americano statunitense (n. 1955)
- 28 ottobre - Dori Dorika, attrice russa (n. 1913)
- 28 ottobre - Charles Pellat, arabista e islamista francese (n. 1914)
- 29 ottobre - Margaret Herz Hohenberg, psichiatra e psicoanalista slovacca (n. 1898)
- 29 ottobre - Kenneth MacMillan, coreografo e ballerino britannico (n. 1929)
- 29 ottobre - Louis Marin, filosofo e storico francese (n. 1931)
- 29 ottobre - Ferruccio Mosetti, fisico e oceanografo italiano (n. 1929)
- 30 ottobre - Dionizije Dvornić, calciatore jugoslavo (n. 1926)
- 30 ottobre - Joan Mitchell, pittrice statunitense (n. 1925)
- 31 ottobre - Giovanni Decimo Pellegrini, vescovo cattolico e missionario italiano (n. 1918)
- 31 ottobre - Antonino Rubino, militare italiano (n. 1961)